# Pomnik-mauzoleum Władysława III Warneńczyka w Warnie
Pomnik-mauzoleum (właściwie cenotaf) króla Polski i Węgier Władysława III Warneńczyka w Warnie, powstał z inicjatywy bułgarskiego wojskowego Petyra Dimkowa w miejscu historycznej bitwy w wyniku przekształcenia jednego z dwóch trackich kurhanów grobowych. Pomnik-mauzoleum został otwarty przez cara Borysa III 4 sierpnia 1935.

## Galeria

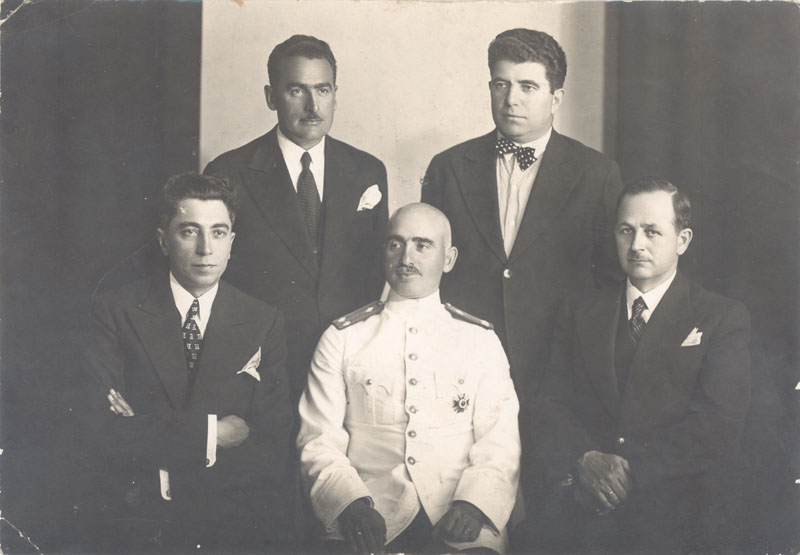
Komitet Budowy pomnika-mauzoleum Władysława Warneńczyka. Petyr Dimkow siedzi w środku w białym mundurze